# Бронницька сільська рада
| Бронницька сільська рада — колишній орган місцевого самоврядування у Могилів-Подільському районі Вінницької області з адміністративним центром у с. Бронниця. Сільській раді були підпорядковані населені пункти: - с. Бронниця - с. Григорівка - с-ще Криштофівка - с-ще Нова Григорівка - с. Оленівка |

## Склад ради
Рада складалася з 16 депутатів та голови.

## Керівний склад сільської ради
| ПІБ                         | Основні відомості                                                                                  | Дата обрання | Дата звільнення |
| --------------------------- | -------------------------------------------------------------------------------------------------- | ------------ | --------------- |
| Слободян Віктор Миколайович | Сільський голова, 1970 року народження, освіта, член Всеукраїнського об'єднання «Батьківщина»      | 26.03.2006   | 31.10.2010      |
| Слободян Віктор Миколайович | Сільський голова, 1970 року народження, освіта вища, член Всеукраїнського об'єднання «Батьківщина» | 31.10.2010   |                 |

Примітка: таблиця складена за даними джерела

## Природно-заповідний фонд
На землях сільради розташовано геологічна пам'ятка природи місцевого значення Сеноманські вапняки.